# On the Steel Breeze
On the Steel Breeze este un roman științifico-fantastic de Alastair Reynolds publicat prima dată de editura britanică Gollancz la 26 septembrie 2013. Este al doilea roman din trilogia Copiii lui Poseidon, după Amintirea albastră a Pământului (2012), fiind urmat de Poseidon's Wake (2015).

## Prezentare
Romanul are loc în secolul al XXIV-lea, la 200 de ani după evenimentele din Amintirea albastră a Pământului. Înfățișează un efort masiv de colonizare interstelară, care implică sute de nave generație imense cunoscute sub numele de „holonave” care transportă milioane de oameni către planetele extrasolare. Holonavele sunt propulsate către viteze relativiste de către motoarele bazate pe „fizica chibesa” exotică, dar sunt în pericol să-și depășească planetele țintă din cauza lipsei de combustibil pentru decelerare. Între timp, transumanii din oceanul Națiunilor Acvatice Unite au devenit una dintre puterile preeminente ale Pământului, iar colonizarea planetei Venus este în curs de desfășurare.
Personajele principale ale romanului sunt două clone ale lui Chiku Akinya, fiica unuia dintre personajele principale ale primului roman. Chiku s-a clonat cu secole înainte pentru ca să poată experimenta trei stiluri de viață diferite. O clonă, Chiku Yellow, a rămas pe Pământ, în timp ce cea de-a doua, Chiku Green, a pornit într-o holonavă îndreptându-se către planeta extraterestră Crucible, care este casa unei structuri misterioase cunoscută sub numele de Mandala. O a treia clonă, Chiku Red, s-a pierdut încercând s-o găsească pe celebra ei străbunică Eunice Akinya în spațiul îndepărtat. Chiku Green se confruntă cu o serie de revelații după ce un accident ciudat ucide sute la bordul holonavei ei, în timp ce Chiku Yellow este bântuită de o „fantomă” cibernetică, determinând-o să caute un transuman puternic pe Venus.

## Legături externe
- Sample chapters of the novel via Gollancz
- 2012 Wired interview with Reynolds

## Vezi și
- 2013 în științifico-fantastic